# Luna E-1 No.3
A Luna E-1 No.3, em russo Луна-1C ou "Luna-1C", (identificada pela NASA como Luna 1958C), foi a segunda de uma série de quatro missões usando a plataforma E-1, onde uma sonda de teste do Programa Luna (um projeto soviético), tinha como objetivo, obter um impacto na Lua.
A Luna E-1 No.3, foi lançada em  4 de dezembro de 1958, por intermédio de um foguete Luna, a partir do cosmódromo de Baikonur. Duzentos e quarenta segundos depois do lançamento, uma bomba de peróxido de hidrogênio parou de funcionar, fazendo com que, os motores do núcleo central do foguete deixassem de funcionar, e em consequência disso, sequer atingiu a altitude de órbita.
A próxima sonda desta série, a quarta, tendo sido bem sucedida, recebeu a designação de Luna 1.